# RIM-66/67 Standard

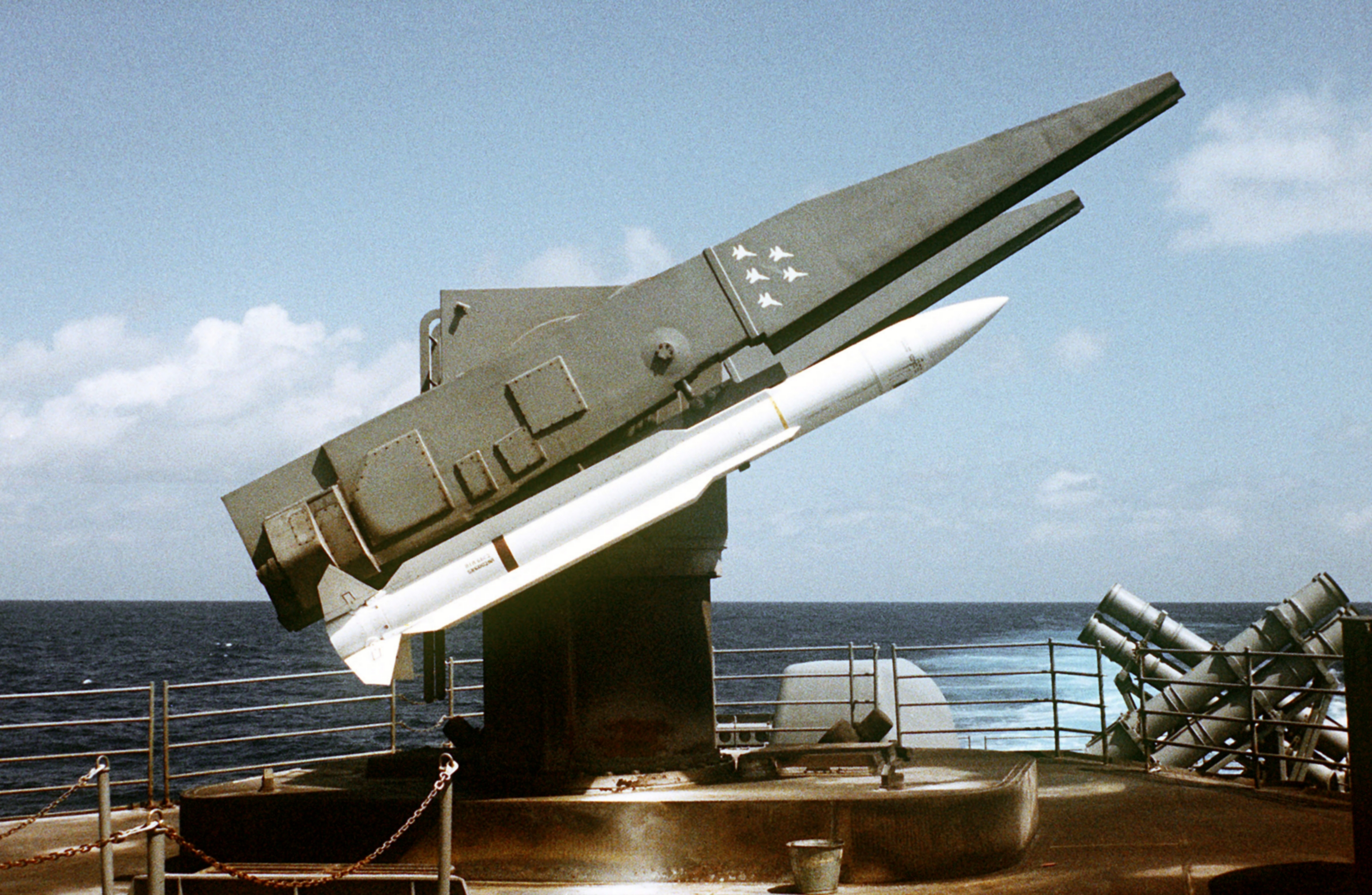
RIM-66 SM-2MR на стартовому комплексі Mark 26 крейсера USS TICONDEROGA (CG-47). 1983

RIM-66 Standard SM-1, SM-2 (англ. Standard Missile) — сімейство зенітних керованих ракет класу «земля — повітря» середньої дальності SM-1MR, SM-2MR (англ. Medium Range — укр. середньої дальності). На її базі були створені ракети RIM-67 Standard збільшеної дальності дії SM-1ER, SM-2ER (англ. Extended Range — укр. Збільшена дальність).
Перша модифікація була розроблена для потреб ВМФ США на заміну ракетам RIM-2 Terrier (1951/56) і RIM-24 Tartar (1955/61). Ракети системи Стандарт повинні були забезпечити цілодобовий, всепогодний захист кораблів, зони перебування угрупувань флоту від ворожих літаків на середніх і великих дистанціях.
Розробкою ракет системи Стандарт займалось ракетний підрозділ компанії General Dynamics (англ. General Dynamics Pomona Division), проданий 1992 компанії Hughes Missile Systems Company. Після створення спільного підприємства з компанією Raytheon була створена Raytheon Missile Systems Company, що розробила більшість модифікацій ракет RIM-66 Standard. Перше бойове застосування ракет RIM-66 відбулось в час В'єтнамської війни.
На базі ракет RIM-66 SM-1/SM-2 були розроблені модифікації SM-3 у рамках антибалістичної програми, SM-4 для атаки наземних цілей, зенітна SM-5 (проект зупинено через значну вартість), зенітної SM-6 проти найновіших винищувачів, крилатих ракет.

## Історія

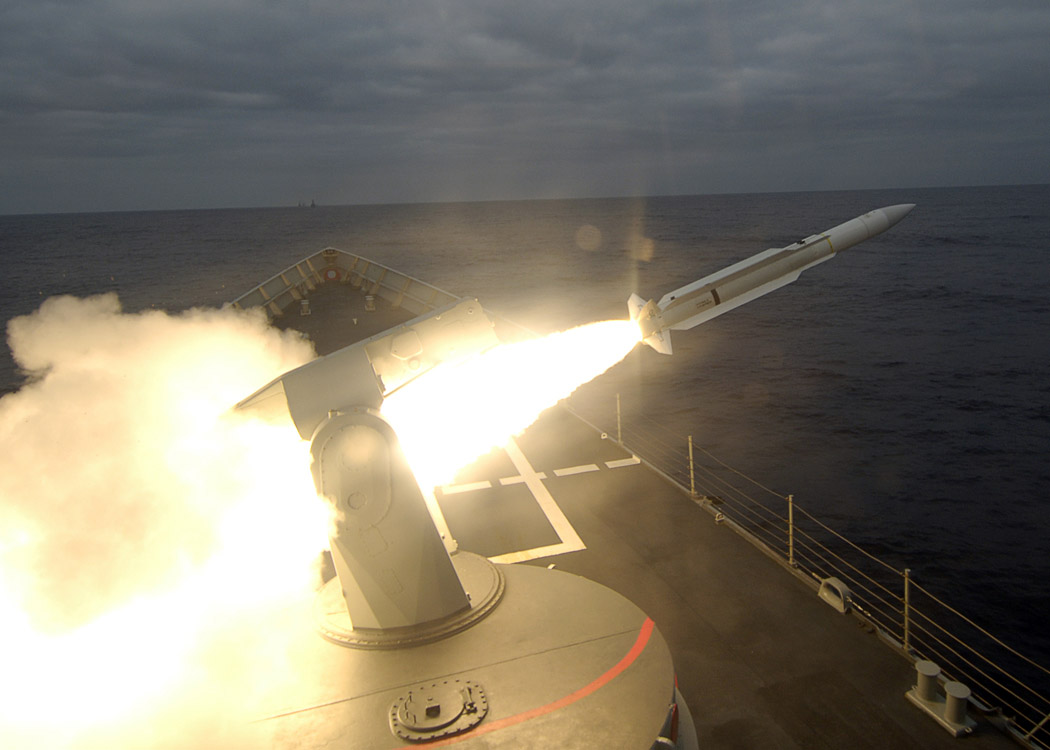
Запуск SM-1 з іспанського фрегату FFG Canaras. 2006

Програму по створенню сімейства стандартних керованих ракет (англ. Surface Missile System Project Office  (SMSPO) на заміну існуючих моделей ракет розпочали у жовтні 1963 шляхом часткової модернізації ракет без необхідності перебудови значної частини кораблів флоту. Програма передбачала заміну двох типів ракет однією, що перекривала б зони їхньої дії і значно зменшила б вартість обслуговування, логістичного забезпечення, зокрема кількість запчастин. Вона мала бути сумісною з стартовим комплексом Mk-13 Mod 0—3, радаром управління вогнем AN/SPG-51 (супроводження цілі і наведення ракети), що були частиною системи керування вогнем Mk 74 ЗКР «Тартар». Ця система стояла на озброєнні тоді модерних ракетних крейсерів класу Albany, есмінців класу Charles F. Adams та більш старих моделей кораблів.
З появою корабельної багатофункціональної бойової інформаційно-керуючої системи Aegis combat system ракети мали бути сумісні з нею і використовувати стартовий комплекс Mk-13 Mod 4—7, радари AN/SPG-51 та AN/SPG-60.

### Стандартна ракета 1
Стандартна ракета 1 (англ. Standard Missile 1 (SM-1)) середньої дальності SM-1MR (англ. Medium Range — укр. середньої дальності) RIM-66A. На її базі створено ракету збільшеної дальності дії SM-1ER (англ. Extended Range — укр. Збільшена дальність) RIM-67A.
RIM-66A була розроблена для заміни RIM-24C Tartar, отримавши аналогічний корпус з модернізованою електронікою — надійнішою системою самонаведення, запобіжника, електроприводами рулів керування. Вона була повністю адаптована до комплексу управління вогнем Mk74 Tartar. Використовувалась у флоті США впродовж 1967—1983 років. Оскільки ракета SM-1 використовувалась у флотах декількох країн, що були фінансово неспроможні перейти на ракети SM-2, то виробництво продовжили до 1985 (1984—700 ракет, 1985—600 ракет). Згодом випуск ракет відновили у 1990-х роках (1990—171, 1991—242, 1992/93-153).

### Модифікації
- RIM-66A — базова версія ракети середнього радіуса дії. Була створена 1967 з використанням корпусу, дворежимного ракетного двигуна Mk 27, боєголовки Mk 51 вагою 62 кг з ракети RIM-24C Tartar. Випускалась у варіантах Block I, Block II, Block III, Block VI.
  - Block I — базовий варіант ракети
  - Block II — незначні покращення базової моделі
  - Block III — незначні покращення базової моделі, значна частина перероблена на варіант Block VI
  - Block VI — варіант 1968 з підвищеним радіоелектронним захистом, зменшенням мінімального радіуса дії, менший час наведення. Найбільш поширений варіант RIM-66A
- RIM-66B — розроблялась як RIM-66A Block V, але через значні зміни її перевели у самостійну модифікацію. Отримала потужніший дворежимний двигун Aerojet Mk 56, уламково-фугасну боєголовку, нову голівку самонаведення. Радіус дії зріс до 46 км.
  - RGM-66D — протикорабельна модифікація на базі RIM-66B з пасивною головкою самонаведення по РЛС ворожих кораблів
  - RGM-66E — модифікація на базі RGM-66D для застосування зі стартової системи RUR-5 ASROC
  - RGM-66F — протикорабельна модифікація на базі RIM-66B з активною головкою самонаведення (1975 проект закрито)
- RIM-66E — (Blocks VI/VIA/VIB) остання переважно експортна модифікація (1983) на базі системи управління Mk 74 ЗКР «Тартар» та Mk92. Отримали з SM-2 боєголовку з неконтактним детонатором Mk-45, моноімпульсну голівку самонаведення для цілей з малою потужністю РЛС-сигналу. Її випуск завершили 1987, але через значну кількість виготовлених ракет будуть стояти на озброєнні та обслуговуватись до 2020 року.
- RIM-67A — модифікація зі збільшеною дальністю відрізняється базової версії потужнішим двигуном Mk 30 і додатковим прискорювачем Mk 12
- RGM-66D — протикорабельна модифікація на базі RIM-66B з повністю пасивним радаром для виявлення і знешкодження націлених на корабель РЛС
- RGM-66E модифікація RGM-66D для запуску з стартового комплексу ASROC
- RGM-66F — протикорабельна модифікація з активним радаром для виявлення ворожих кораблів. Після тестів проект закрито 1975

## Стандартна ракета 2

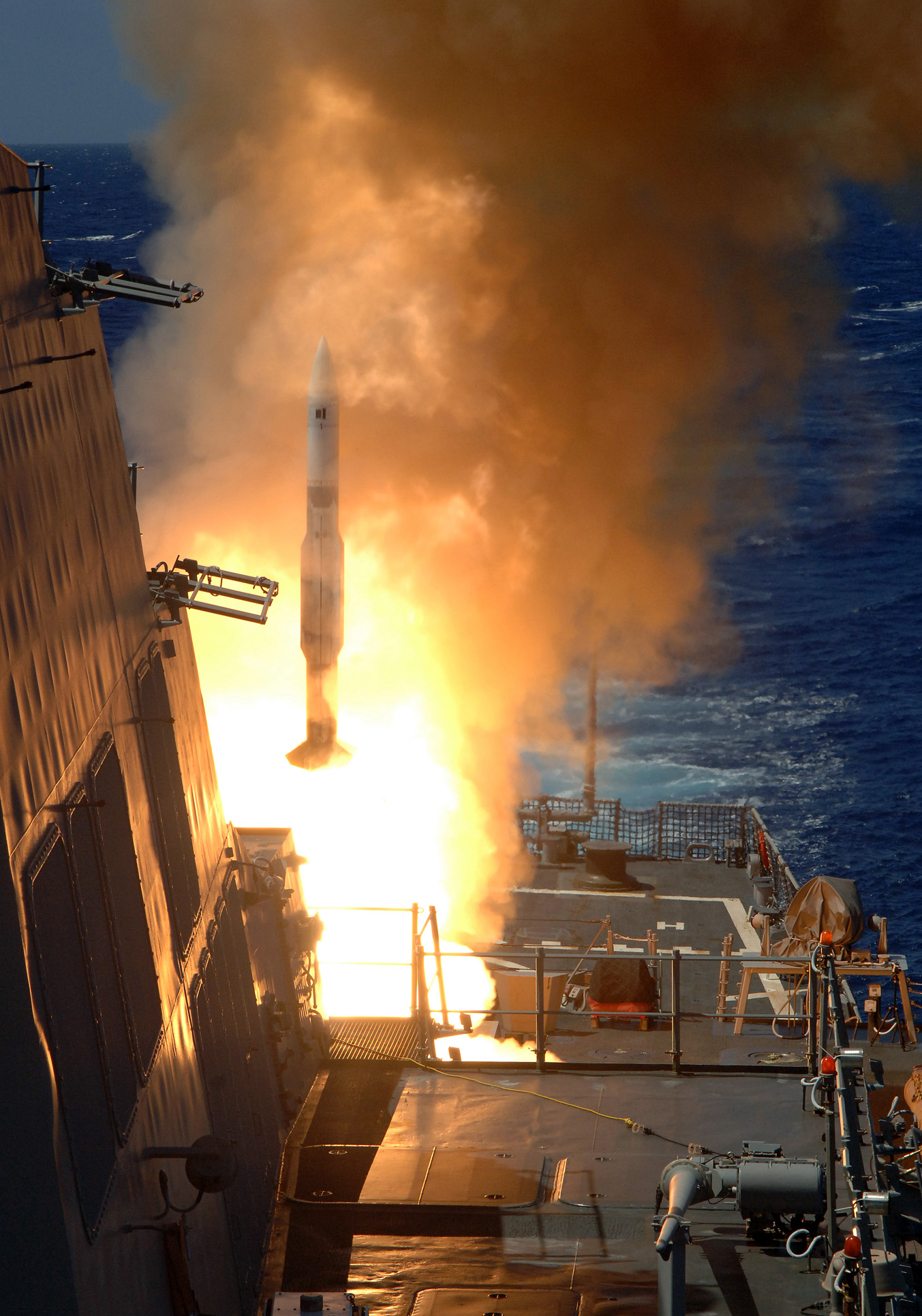
Запуск SM-2 з СВЗ Мк-41

Стандартна ракета 2 (англ. Standard Missile 1 (SM-2)) нового покоління була розроблена на базі SM-1 на замовлення ВМС США з кращими технічними характеристиками і для використання з бойовою системою управління Aegis combat system. Одночасно вона залишилась сумісною з компонентами з системи управління SM-1: стартовим комплексом Mk-13 та радарами управління вогнем AN/SPG-51 −60. Ракета стала основним ударним компонентом бойової системи Aegis. Повинна використовуватись разом з пошуковим радаром AN/SPY-1 і радаром управління вогнем AN/SPG-62. Система керування ракети SM-2 не потребує постійного радіолокаційного супроводження і освітлення цілі. При запуску інерціальна навігаційна система ракети отримує дані про координати цілі. З використанням навігаційної системи ракета летить автономно більшу частину часу, потребуючи радіолокаційного освітлення цілі на завершальній фазі польоту. Ракета SM-2 може використовуватись також проти кораблів. На базі ракети середньої дальності SM-2 RIM-66M створена ракета із збільшеною дальністю SM-2 ER RIM-156A. У свою чергуна базі SM-2 RIM-156B, Block IVA розвинули покоління ракет SM-3, а на базі SM-2 RIM-156A Block-IV — SM-6.
Ракети RIM-156A двічі використовувались у бойовій ситуації. Під час операції «Прейінг Мантіс» у Перській затоці ракетою SM-2 затопили ракетний катер Joshan (18 квітня 1988). Під час операції «Ернест Вілл» 2 ракетами був збитий літак Airbus A300 рейсу 655 Iran Air, помилково прийнятий за іранський винищувач F-14 Tomcat.

### Модифікації
- RIM-66C Block I. Базова модифікація з новою голівкою самонаведення Mk 115 з моноімпульсним пошуковим РЛС, новим автопілотом. Прийнятий на озброєння 1978 і випускався до 1983
- RIM-66D Block I. Аналог модифікації RIM-66C, що призначається для використання на кораблях з бойовою системою керування Tartar
- RIM-66G Block II. Модифікація з потужнішим ракетним двигуном Mk-104 для використання проти швидким цілям. Нові процесори збільшили пропускну здатність системи радіоелектронного захисту. Новий неконтактний детонатор і боєголовка з направленим вибухом забезпечували більшу ймовірність враження. Модифікація використовувалась з 1983 для кораблів з бойовою системою Aegis
- RIM-66H Block II. Модифікація RIM-66G для систем вертикального запуску (СВЗ) Mk 41
- RIM-66J Block II. Модифікація RIM-66G для кораблів з бойовою системою керування Tartar
- RIM-66K Block IIIA. Модифікація з покращеною системою прицілювання проти низьколітаючих цілей з новою боєголовкою Mk-115. Підтримується бойовою системою керування Tartar
- RIM-66L Block IIIA. Аналог модифікації RIM-66K для бойової системи Aegis. На базі SM-2MR Block III A' розробили ракету RGM-165 LASM SM-4

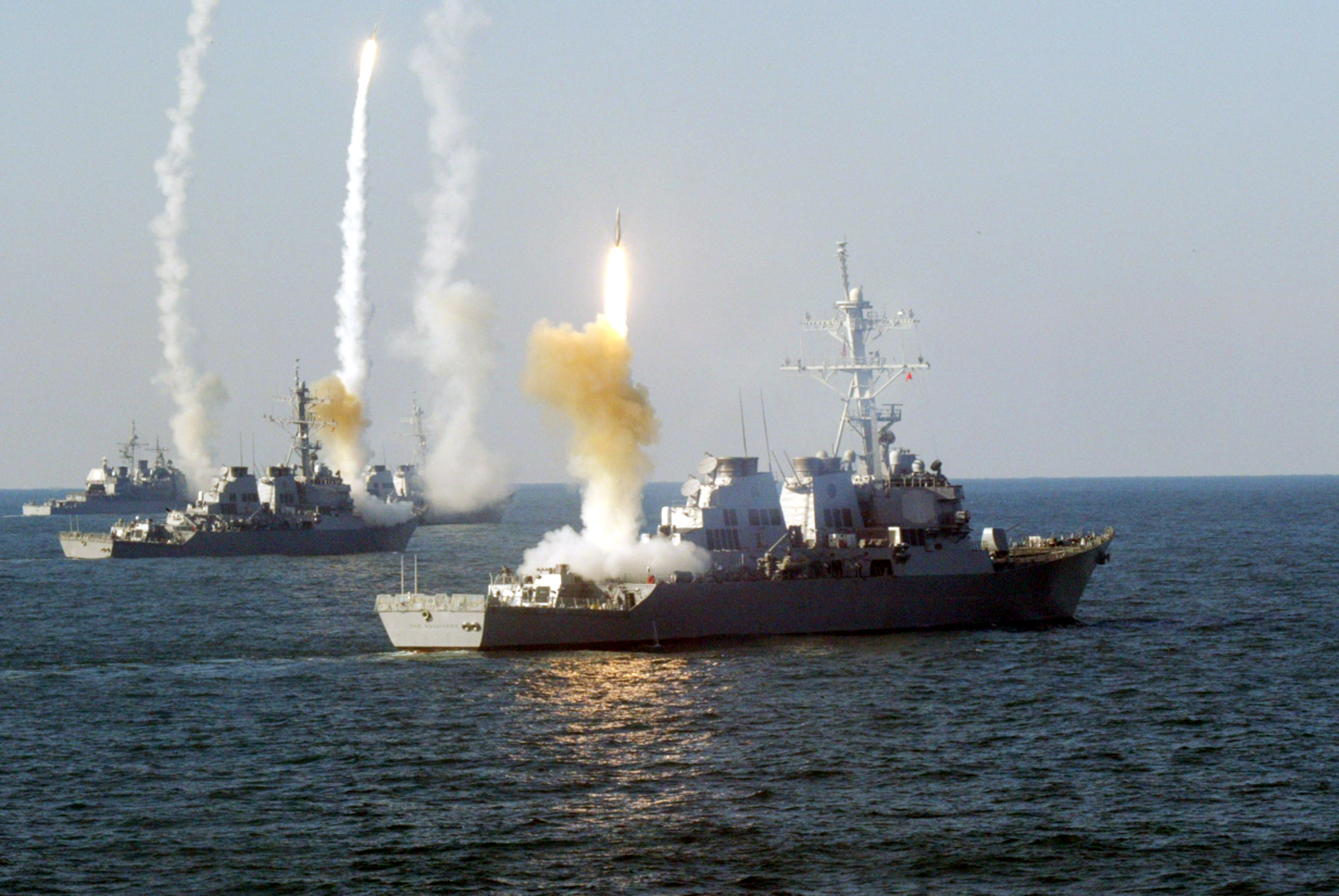
Навчальна стрільба ракетами Standard Missile по протикорабельним ракетам

- RIM-66M Block IIIB. Модифікація розроблена у рамках Програми покращення ракет самонаведення (англ. Missile Homing Improvement Program (HMIP)) з введенням у голівку самонаведення ІЧ системи пошуку для ефективної боротьби з найновішими літаками і протикорабельними ракетами в умовах активного застосування радіолокаційних перешкод. Поставляється з 2007 у значних кількостях для використання у СВЗ МК-41. Керований вектор тяги і нове програмне забезпечення збільшують маневреність ракети. на січень 2009 була протестована нова система прицілювання. Нові елементи можна встановити на ракети раніших модифікацій.
- RIM-67B Block I. Модифікація збільшеної дальності з прискорювачем Mk 12 з RIM-67A. 1980
- RIM-67C Block II. Модифікація з прискорювачем Mk-70, що значно підвищив дальність польоту
- RIM-67D Block III. Модифікація з новим ракетним двигуном, покращеною системою наведення проти цілей на малій висоті з RIM-66K
- RIM-67E — побічна назва RIM-156A
- RIM 156A Block IV — модифікація з підвищений радіоелектронним захистом для боротьби з цілями на значній висоті і віддалі, протикорабельними ракетами, цілями з низькою відбивною здатністю. Спочатку задумувалась як перехідна модель для варіанту Block IVA. З новим прискорювачем без крил, змінним вектором тяги використовується з СВЗ Mk 41 і була найбільш далекосяжною ракетою ППО.
- RIM-156B Block IVA — модифікація для боротьби з балістичними ракетами. Була створена в рамках програми ВМС США. Було проведено успішне тестування ракети, але у грудні 2001 програма її створення була закрита на користь програми SM-3.
- NT-SBT — (англ. Near Term Sea-Based Terminal Weapon — укр. близької дії термінал зброї морського базування) після припинення роботи над RIM-156B Block IVA було продовжено пошук варіантів знищення балістичних ракет в земній атмосфері. Основою для нової системи повинен був стати Block IV через що NT-SBT ще називали «модифікований SM-2 Block IV». Ракета призначена для знищення на заключному етапі польоту балістичних ракет малої дальності. У базовому Block IV модернізували програмне забезпечення, прискорювач, систему управління вектором тяги двигуна. У квітні 2006 NT-SBT успішно пройшла тест проти дозвукової ракети-мішені, а у травні проти ракети малої дальності MGM-52 Lance. У червні 2007 першу серійну ракету прийняв ВМС США. Під час тесту 5 червня 2008 NT-SBT перехопила ракету малої дальності на висоті 19 км. 26 березня 2009 на маневрах NT SBT перехопила ракету малої дальності, а RIM-66L крилату ракету.

### Технічні дані RIM-66 Standard/RIM-67 Standard
|                   |                                 |                                                                          |                                  |                                                                     |
| Параметри         | RIM-66E SM-1MR                  | RIM-66M SM-2MR                                                           | RIM-67A SM 1ER                   | RIM-156A SM 2ER                                                     |
| Довжина           | 4.41 м                          | 4,72 м                                                                   | 7,9 м                            | 6,55 м                                                              |
| Розмах            | 1,08 м                          | 1,08 м                                                                   | 1,6 м                            | 1,08 м                                                              |
| Діаметр           | 0,34 м                          | 0,34 м                                                                   | 0,34 м                           | 0,53 м                                                              |
| Маса              | 496 кг                          | 708 кг                                                                   | 1341 кг                          | 1466 кг                                                             |
| Двигун            | одноступінчастий твердопаливний | двоступінчастий твердопаливний                                           | одноступінчастий твердопаливний  | двоступінчастий твердопаливний                                      |
| Пусковий комплекс | Mk 13                           | Mk 13 / Mk 26 / Mk 41                                                    | Mk 10                            | Mk 41                                                               |
| Дальність         | 45 км                           | 167 км                                                                   | 65 км                            | 185-370 км                                                          |
| Висота            | 19 км                           | 24+ км                                                                   | 24 км                            | 33 км                                                               |
| Швидкість         | 2+ Ма                           | 3,5 Ма                                                                   | 2+ Ма                            | 3,5 Ма                                                              |
| Система керування | напівактивна радіолокаційна     | напівактивна радіолокаційна, ІНС, двосторонній канал передачі даних, ІЧС | напівактивна радіолокаційна, ІНС | напівактивна радіолокаційна, ІНС, двосторонній канал передачі даних |
| Боєголовка        | 62 кг стержнева                 | 113 кг уламково-фугасна                                                  | 62 кг стержнева                  | 113 кг уламково-фугасна                                             |
| На озброєнні      | 1970                            | 1981                                                                     | 1981                             | 1998                                                                |
| Вартість          | 402 500 доларів                 | 421 400 доларів                                                          | 409 000 доларів                  | ---                                                                 |

## Застосування
SM-1
- ВМФ США — Фрегати типу «Олівер Хазард Перрі» • крейсери класу «Каліфорнія» • Крейсери класу Virginia • крейсер USS Truxtun (CGN-35)[en]
  - ВМФ Європи — фрегати класу Cassard[en] (Франція) • есмінці класу «Аудаче» (Італія) • есмінці класу «Луїджі Дюран де ла Пенне» (Італія) • фрегати класу Jacob van Heemskerck[en] (Нідерланди) • есмінці класу Tromp (Нідерланди) • есмінці класу Lütjens[en] (Німеччина)
  - МС Японії — есмінці класу Tachikaze[en] • есмінці класу Hatakaze[en]

SM-2
- ВМФ США — Крейсери класу Ticonderoga • Ескадрені міноносці типу «Арлі Берк» • крейсери класу Belknap[en] • крейсери класу Leahy[de] • Крейсери класу Virginia
  - ВМФ Європи — фрегати класу «Альваро де Басан» (Іспанія) • фрегати класу «Де зевен провінцієн» (Нідерланди) • фрегат класу «Саксонія» (Німеччина) • корвети класу MILGEM[en]
  - ВМС світу — есмінці класу Iroquois[en] • есмінці класу «Конго»

Крім того ракети типу Standard використовують ВМФ країн:
- Австралії — фрегати класу Adelaide та есмінці класу Hobart[en]
- Чілі — фрегати класу Jacob van Heemskerck
- Данії — фрегати класу «Івер Гюітфельд»
- Ірану — фрегати класу Kaman
- Польщі — Фрегати типу «Олівер Хазард Перрі»
- Південної Кореї — есмінці класу Chungmugong Yi Sun-sin[en] • есмінці класу Sejong the Great[en]
- Тайваню — фрегати класу Cheng Kung[en] • фрегати класу Knox[en] • есмінці класу Kidd[en]